# Rudolf Stahl
Rudolf Stahl (født 11. februar 1912 i Darmstadt, Hessen, død 7. juni 1984) var en tysk håndboldspiller, som deltog i OL 1936.
Stahl, der af profession var politimand, spillede for klubben Polizeisportverein Darmstadt og var med til at vinde det tyske mesterskab i markhåndbold i 1934. Han blev udtaget til det tyske håndboldlandshold, som deltog i OL 1936. Det var første gang, håndbold var på programmet ved et OL, og turneringen blev spillet på græs på 11-mandshold. Oprindeligt var ti hold tilmeldt, men Danmark, Holland, Sverige og Polen meldte fra, så blot seks hold deltog. Disse blev delt op i to puljer, hvor Tyskland vandt sin pulje suverænt med en samlet målscore på 51-1 efter blandt andet en 29-1 sejr over USA. De to bedste fra hver pulje gik videre til en finalerunde, hvor alle spillede mod alle. Igen vandt Tyskland alle sine kampe, men dog i lidt tættere kampe. Således vandt de mod Østrig med 10-6. Som vinder af alle kampe vandt tyskerne sikkert guld, mens Østrig fik sølv og Schweiz bronze. Han spillede i alt seks landskampe, hvoraf de to var i OL-turneringen.